# マーク・ホーミニック
マーク・ホーミニック（Mark Hominick、1982年7月22日 - ）は、カナダの男性総合格闘家。オンタリオ州ロンドン出身。チーム・トンプキンズ所属。第3代TKO世界フェザー級王者。

## 来歴
2006年1月28日、TKO世界フェザー級王座決定戦で藤本直治と対戦し、チョークスリーパーで一本勝ちを収め王座獲得に成功した。
2006年5月5日、TKO 25の世界フェザー級タイトルマッチで日沖発と対戦し、三角絞めで見込み一本負けを喫し王座陥落した。
2007年2月9日、TKO 28で日沖発の持つ世界フェザー級タイトルに挑戦し、0-2の判定負けを喫し王座獲得に失敗した。
2007年7月28日、シュートボクシング「日本SB×北米MMA対抗戦」の副将戦で菊池浩一と対戦し、2-0の判定勝ち。判定のコールを聞いた後、腕立て伏せのパフォーマンスを見せるなどした。
2008年7月19日、Afflictionの第1回大会「Affliction: Banned」でサヴァン・ヤングと対戦し、腕ひしぎ十字固めで一本勝ちを収めた。
2009年8月1日、「Affliction: Trilogy」でデイヴィダス・タウロセヴィチュスと対戦予定であったが、大会が中止された。

### WEC
2010年1月10日、1年半ぶりの試合となったWEC 46でブライアン・キャラウェイと対戦し、腕ひしぎ三角固めで一本勝ち。
2010年6月20日、WEC初のカナダ大会となったWEC 49でイーブス・ジャボウィンと対戦し、2ラウンドTKO勝ちでカナダ人対決を制するとともに、ファイト・オブ・ザ・ナイトを受賞した。
2010年9月30日、WEC 51でレオナルド・ガルシアと対戦し、2-1の判定勝ちを収めWECでの連勝を3に伸ばした。

### UFC復帰
2011年1月22日、UFC復帰となったUFC: Fight for the Troops 2でジョージ・ループと対戦し、パウンドでTKO勝ちを収めた。
2011年4月30日、UFC 129の世界フェザー級タイトルマッチでジョゼ・アルドに挑戦し、0-3の判定負けを喫し王座獲得に失敗した。ファイト・オブ・ザ・ナイトを受賞した。
2012年4月21日、UFC 145でエディ・ヤギンと対戦し、1-2の判定負け。ファイト・オブ・ザ・ナイトを受賞した。
2012年11月17日、UFC 154でパブロ・ガーザと対戦し、0-3の判定負け。4連敗となり試合後に引退を表明した。

## 戦績

### 総合格闘技
| 総合格闘技 戦績 | 総合格闘技 戦績 | 総合格闘技 戦績 | 総合格闘技 戦績 | 総合格闘技 戦績 | 総合格闘技 戦績 | 総合格闘技 戦績 |
| --------------- | --------------- | --------------- | --------------- | --------------- | --------------- | --------------- |
| 32 試合         | (T)KO           | 一本            | 判定            | その他          | 引き分け        | 無効試合        |
| 20 勝           | 9               | 7               | 4               | 0               | 0               | 0               |
| 12 敗           | 3               | 5               | 4               | 0               | 0               | 0               |

| 勝敗 | 対戦相手                   | 試合結果                             | 大会名                                                                        | 開催年月日     |
| ×    | パブロ・ガーザ             | 5分3R終了 判定0-3                    | UFC 154: St-Pierre vs. Condit                                                 | 2012年11月17日 |
| ×    | エディ・ヤギン             | 5分3R終了 判定1-2                    | UFC 145: Jones vs. Evans                                                      | 2012年4月21日  |
| ×    | ジョン・チャンソン         | 1R 0:07 KO（右ストレート→パウンド）  | UFC 140: Jones vs. Machida                                                    | 2011年12月10日 |
| ×    | ジョゼ・アルド             | 5分5R終了 判定0-3                    | UFC 129: St-Pierre vs. Shields 【UFC世界フェザー級タイトルマッチ】            | 2011年4月30日  |
| ○    | ジョージ・ループ           | 1R 1:28 TKO（左ストレート→パウンド） | UFC: Fight for the Troops 2                                                   | 2011年1月22日  |
| ○    | レオナルド・ガルシア       | 5分3R終了 判定2-1                    | WEC 51: Aldo vs. Gamburyan                                                    | 2010年9月30日  |
| ○    | イーブス・ジャボウィン     | 2R 3:21 TKO（マウントパンチ）        | WEC 49: Varner vs. Shalorus                                                   | 2010年6月20日  |
| ○    | ブライアン・キャラウェイ   | 1R 3:48 腕ひしぎ三角固め             | WEC 46: Varner vs. Henderson                                                  | 2010年1月10日  |
| ○    | サヴァン・ヤング           | 2R 4:25 腕ひしぎ十字固め             | Affliction: Banned                                                            | 2008年7月19日  |
| ×    | ジョシュ・グリスピ         | 1R 2:55 チョークスリーパー           | WEC 32: Condit vs. Prater                                                     | 2008年2月13日  |
| ○    | ダニー・マルチネス         | 5分3R終了 判定3-0                    | TKO 31: Young Guns                                                            | 2007年12月14日 |
| ○    | ベン・グリーア             | 1R 1:14 TKO（パンチ連打）            | TKO 30: Apocalypse                                                            | 2007年9月28日  |
| ×    | ハニ・ヤヒーラ             | 1R 1:19 チョークスリーパー           | WEC 28: Faber vs. Farrar                                                      | 2007年6月3日   |
| ×    | 日沖発                     | 5分5R終了 判定0-2                    | TKO 28: Inevitable 【TKO世界フェザー級タイトルマッチ】                        | 2007年2月9日   |
| ○    | ダグ・エドワーズ           | 2R 4:08 チョークスリーパー           | Ring of Fire 27: Collision Course                                             | 2006年12月9日  |
| ○    | サミュエル・ギレ           | 5分3R終了 判定3-0                    | TKO 27: Reincarnation                                                         | 2006年9月29日  |
| ○    | ジョルジ・グージェウ       | 5分3R終了 判定3-0                    | Ultimate Fight Night 5                                                        | 2006年6月28日  |
| ×    | 日沖発                     | 2R 5:00 三角絞め                     | TKO 25: Confrontation 【TKO世界フェザー級タイトルマッチ】                     | 2006年5月5日   |
| ○    | イーブス・エドワーズ       | 2R 1:52 腕ひしぎ三角固め             | UFC 58: USA vs. Canada                                                        | 2006年3月4日   |
| ○    | 藤本直治                   | 3R 2:23 チョークスリーパー           | TKO 24: Eruption 【TKO世界フェザー級王座決定戦】                              | 2006年1月28日  |
| ○    | ライアン・ディアス         | 3R 4:25 TKO（パンチ連打）            | TKO 22: Lionheart 【TKOカナダフェザー級タイトルマッチ】                       | 2005年9月30日  |
| ○    | ステファン・ヴィニョー     | 1R 4:35 TKO（パンチ連打）            | TKO 20: Champion vs. Champion 【TKOカナダフェザー級タイトルマッチ】           | 2005年4月2日   |
| ○    | シェーン・ライス           | 1R 4:16 TKO（打撃）                  | TKO 19: Rage 【TKOカナダフェザー級タイトルマッチ】                            | 2005年1月29日  |
| ×    | シェーン・ライス           | 1R 1:46 チョークスリーパー           | TKO 17: Revenge 【TKOカナダフェザー級タイトルマッチ】                         | 2004年9月25日  |
| ○    | ダヴィド・ギギ             | 2R 4:26 TKO（パンチ連打）            | TKO 15: Unstoppable 【TKOカナダフェザー級タイトルマッチ】                     | 2004年2月28日  |
| ○    | ライアン・ディアス         | 2R 0:42 TKO（肘打ち）                | TKO 13: Ultimate Rush 【TKOカナダフェザー級タイトルマッチ】                   | 2003年9月6日   |
| ×    | トミー・リー               | 1R 0:18 KO（バスター）               | Extreme Challenge 51                                                          | 2003年8月2日   |
| ×    | マイク・トーマス・ブラウン | 3R 4:27 ヒールホールド               | TFC 8: Hell Raiser                                                            | 2003年6月6日   |
| ×    | ステファン・パーリング     | 1R 0:16 TKO（ドクターストップ）      | SuperBrawl 29                                                                 | 2003年5月9日   |
| ○    | ステファン・ラリベルテ     | 1R 4:43 腕ひしぎ十字固め             | UCC 12: Adrenaline 【UCCカナダスーパーライト級タイトルマッチ】                | 2003年1月25日  |
| ○    | スティーブ・クラヴォー     | 2R 3:24 ギブアップ（パンチ連打）     | UCC 11: The Next Level 【UCCカナダスーパーライト級タイトルマッチ】            | 2002年10月11日 |
| ○    | リチャード・ナンクー       | 3R 3:23 TKO（パンチ連打）            | UCC 10: Battle for the Belts 2002 【UCCカナダスーパーライト級タイトルマッチ】 | 2002年6月15日  |

### キックボクシング
| 勝敗 | 対戦相手 | 試合結果          | 大会名                                                                  | 開催年月日    |
| ○    | 菊池浩一 | 3分3R終了 判定2-0 | SHOOT BOXING 2007 無双〜MU-SO〜 其の参 【日本SB×北米MMA対抗戦・副将戦】 | 2007年7月28日 |

## 獲得タイトル

### 総合格闘技
- 第2代TKOカナダフェザー級王座（2002年）
- 第4代TKOカナダフェザー級王座（2005年）
- 第3代TKO世界フェザー級王座（2006年）

### キックボクシング
- ISKAカナダスーパーウェルター級王座
- IKF北米スーパーウェルター級王座

## 表彰
- UFC ファイト・オブ・ザ・ナイト（2回）
- WEC ファイト・オブ・ザ・ナイト（1回）
- SHERDOG ラウンド・オブ・ザ・イヤー（2010年）